# Panduros Zwergbuntbarsch

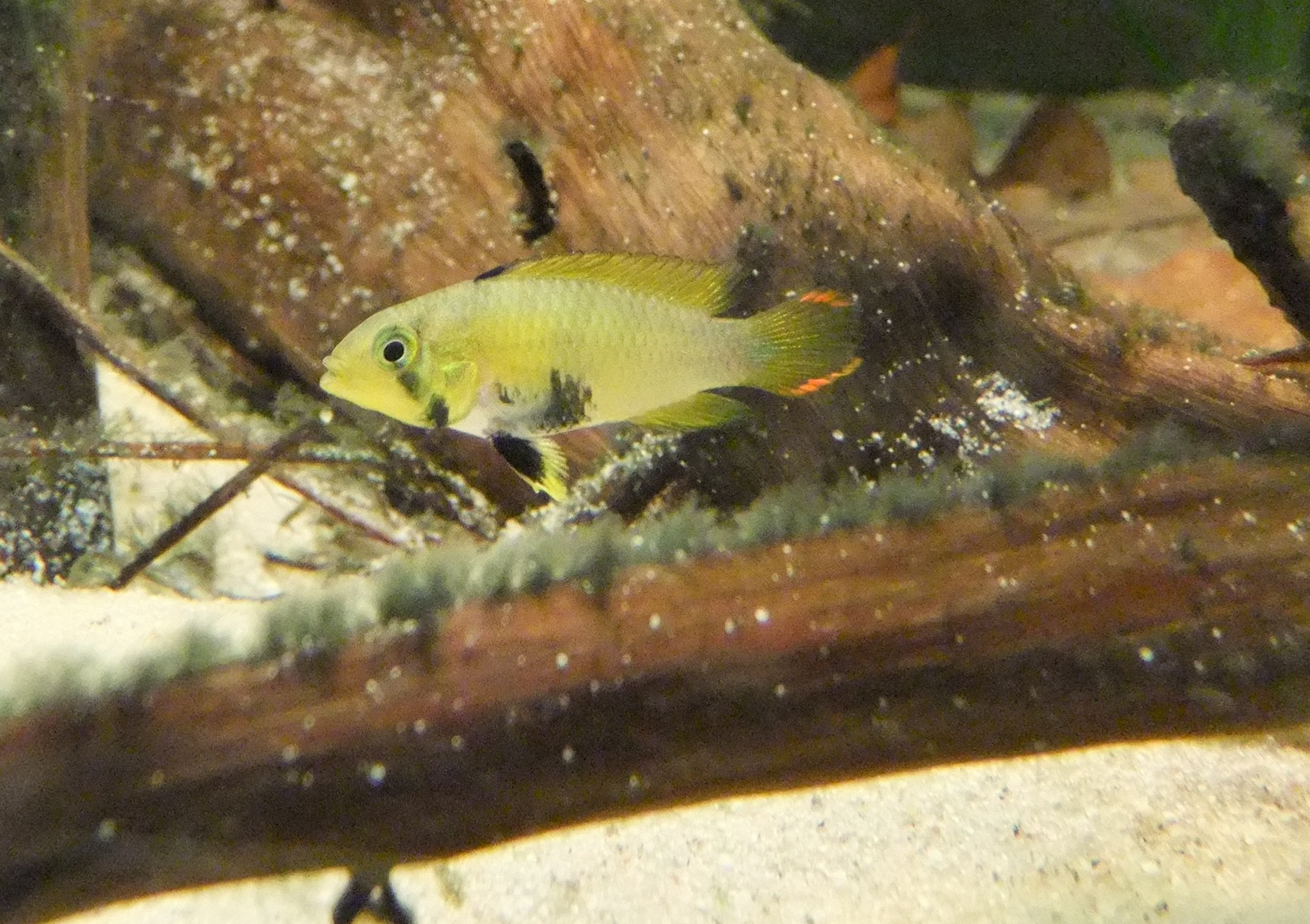
Weiblich

Der Panduros Zwergbuntbarsch (Apistogramma panduro) ist eine Art der Buntbarsche. Diese Art wurde erst 1997 erstmals wissenschaftlich beschrieben.

## Erscheinungsbild
Der Panduro-Zwergbuntbarsch hat einen langgestreckten Körper und ein im Verhältnis zum Körper großes Maul. Die Schwanzflosse hat einen leuchtend rot gefärbten Saum, der schwarz eingefasst ist. Die Körpergrundfarbe ist bläulich. Rückenflosse, Afterflosse und Brustflosse sind gleichfalls von der Grundfarbe her bläulich und spielen teilweise ins Gelbliche. Weibchen haben eher eine gelbliche Körperfärbung und weisen einen kräftigen schwarzen Bauchfleck auf.
Der Fisch erreicht eine Gesamtlänge von bis zu sieben Zentimeter.

## Verbreitung
Wie für die Apistogramma-Arten typisch hat auch diese Art nur ein sehr kleines Verbreitungsgebiet. Sie wurde bislang nur in einem peruanischen Urwaldbach gefunden, der in den Tahuayo mündet.

## Aquaristik
Der Panduros-Zwergbuntbarsch gilt als ein friedfertiger Fisch, der sich zur Vergesellschaftung in einem Gesellschaftsbecken eignet. Lediglich während der Fortpflanzungsperiode zeigt das Männchen ein leichtes territoriales Verhalten. Die Fische gelten als Allesfresser, gedeihen jedoch am besten mit Lebend- oder Frostfutter. Der Vordergrund des Aquariums sollte ihnen Schwimmraum bieten und weitgehend frei von Pflanzen sein. Wie viele südamerikanische Fischarten eignet sich sowohl Wurzelholz als auch Falllaub für die Dekoration des Aquariums.
Zur Zucht können Die Panduros-Zwergbuntbarsche entweder gebracht werden, in dem sie als Paar gehalten werden oder ein Männchen mit mehreren Weibchen vergesellschaftet wird. Die Weibchen laichen an der Decke einer Höhle. Wie für viele Apistogramma-Arten typisch, erfolgt die Gelege- und Brutbetreuung durch das Weibchen, während das Männchen das Revier verteidigt.
Zur Aufzucht der Jungfische erfolgt durch Fütterung mit feinstem Staubfutter. Alternativ können die Jungfische auch mit frisch geschlüpften Salinenkrebsen (Artemia) gefüttert werden.